# Druhá Nadace
Druhá Nadace (anglicky Second Foundation) je třetí román z pera amerického spisovatele a biochemika Isaaca Asimova ze série o Nadaci, původně trilogie, posléze doplněné o další čtyři díla. Navazuje na knihu Nadace a Říše. Nejprve vyšel na pokračování v letech 1948–1949 v časopise Analog Science Fiction and Fact, knižně vyšel v roce 1953 v nakladatelství Gnome Press.
Kniha vyšla česky v nakladatelství AG Kult v roce 1991, poté následovala ještě další vydání.

## Námět

### Část I – Mezek pátrá
Poté, co Mezek dobyl První Nadaci, založil vlastní impérium Svaz světů a pokouší se vypátrat Druhou Nadaci. Vyšle do vesmíru již pošesté svého generála Hana Pritchera se stejným cílem, nyní jej však bude doprovázet mladý muž jménem Bail Channis.

### Část II – Nadace pátrá
Nebezpečí jménem Mezek pominulo, ale nyní se na První Nadaci rozmohlo přesvědčení, že děním v Galaxii hýbe Druhá Nadace. Dr. Toran Darell II., syn Torana a Bayty Darellové a významný elektroneurolog, sestaví konspirační skupinku, která hodlá vypátrat členy Druhé Nadace. Kartami však nečekaně míchá jeho dcera Arkadie Darellová.

## Postavy

### Část I – Mezek pátrá
- Bail Channis - mladý ambiciozní muž, rodák z Kalganu, jehož vyšle Mezek společně s Hanem Pritcherem pátrat po Druhé Nadaci.
- Han Pritcher – bývalý kapitán První Nadace, nyní Mezkův generál.
- Mezek – dobyvatel První Nadace, vládne mentálními schopnostmi.
- První Mluvčí - vůdce Druhé Nadace.

### Část II – Nadace pátrá
- Arkadie Darellová – hlavní hrdinka příběhu, dcera dr. Torana Darella II.
- Elvett Semic – univerzitní profesor fyziky, člen spiklenecké skupinky dr. Torana Darella II.
- Homir Munn – knihovník, člen spiklenecké skupinky dr. Torana Darella II.
- Jole Turbor – novinář, člen spiklenecké skupinky dr. Torana Darella II.
- Lady Callia – choť Lorda Stettina.
- Lev Meirus – První ministr Lorda Stettina.
- Lord Stettin – vládce Svazu světů, kalganské říše.
- Pelleas Anthor - člen spiklenecké skupinky dr. Torana Darella II.
- Preem Palver – obchodník z Trantoru.
- dr. Toran Darell II. – syn Torana a Bayty Darellových, špičkový doktor v oboru elektroencefalografie. Vytvoří konspirační skupinku pátrající po členech Druhé Nadace.

## Obsah knihy

### Část I – Mezek pátrá
1. Dva muži a Mezek
  - První mezihra
2. Dva muži bez Mezka
  - Druhá mezihra
3. Dva muži a venkovan
  - Třetí mezihra
4. Dva muži a stařešinové
  - Čtvrtá mezihra
5. Muž a Mezek
6. Muž, Mezek - a kdosi další
  - Poslední mezihra

### Část II – Nadace pátrá
1. Arkádie
2. Seldonův plán
3. Spiklenci
4. Blížící se krize
5. Černý pasažér
6. Lord
7. Lady
8. Úzkost
9. V síti
10. Začátek války
11. Válka
12. Duch světa
13. Konec války
14. „Já vím…“
15. Uspokojivá odpověď
16. Pravdivá odpověď

## Děj

### Část I – Mezek pátrá
Když Mezek, mutant se schopností ovládat emoce lidí původem z planety Gaia (planeta s kolektivním vědomím, odkud uprchl) vybudoval během pěti let ohromné domininium, které nazval Svaz světů, stal se de facto první osobou, která po pádu první Galaktické říše dokázala opět sjednotit vesmír. Za hlavní planetu své říše si vybral Kalgan, první planetu, kterou dobyl a centrum aristokratické zábavy.
Mezek byl faktorem, s nímž nepočítal psychohistorický Seldonův plán. Dokázal si podrobit i První Nadaci, společenství s ohromným technologickým potenciálem, jakému nebylo v Galaxii rovno.
Mezek se po neúspěchu při pátrání po Druhé Nadaci - společenství mentaliků, které pro Mezka představovalo potenciální nebezpečí - rozhodl zastavit expanzi Svazu světů, aby jej mohl zkonsolidovat a především také získal pocit, že Druhá Nadace nenápadně ovlivňuje myšlení lidí v jeho blízkosti. Pod Mezkovým vedením sloužili sloužili i jeho nejzarytější odpůrci, jako např. Han Pritcher, bývalý kapitán Nadace a nyní generál v Mezkových službách. Pritcher podnikl celkem 5 výprav do vesmíru, aby se pokusil nalézt stopu vedoucí k odhalení Druhé Nadace, ale nebyl úspěšný.
Při šesté výpravě jej doprovází Bail Channis, mladý ambiciózní muž, jenž není pod psychickou kontrolou Mezka. Mezek sází na to, že jeho neovlivněná mysl může vydedukovat nějaký překvapivý závěr, čehož kontrolovaní lidé nejsou schopni. Channis je informován technikem Huxlanim, že na kosmické lodi se nachází hypertracer, zařízení umožňující sledovat její pohyb. Nařídí mu, aby jej vrátil na místo. Domnívá se, že jej na loď dostal někdo z Druhé Nadace, ale ve skutečnosti jej tam nechal instalovat Mezek.
Channis si projde záznamy z Pritcherových misí, využije Čočky a dojde k závěru, že Druhá Nadace se bude ukrývat na Tazendě. Tazenda je planeta ovládající několik světů, mj. i chladný Rossem. A právě na Rossemu dojde k rozhodujícímu střetnutí, při němž vyjde najevo, že Bail Channis je agentem Druhé Nadace, jenž sehrál roli návnady pro Mezka. Mezek sice vytušil, že Channis je z Druhé Nadace, ale nechal se vlákat do pasti. Záměrem Druhé Nadace bylo dostat Mezka na Tazendu, ten tak učinil a se svojí flotilou ji nechal zničit. Na Rossemu se mu postavil První Mluvčí Druhé Nadace, která využila nepřítomnosti jeho hlavní vojenské síly na Kalganu, aby destabilizovala jeho vliv. Navíc provedl drobnou úpravu jeho mozku, takže Mezek ztratil své mocenské ambice a stal se neškodným.
Channisovi bylo upraveno vědomí tak, aby byl přesvědčen, že centrum Druhé Nadace je skutečně na Tazendě, neboť bylo jisté, že Mezek bude jeho mysl zkoumat a nebude to nic příjemného. Poté, co se Channis zotaví, hovoří s Prvním Mluvčím. Ten mu položí otázku, zda ví, kde se skutečně nachází Druhá Nadace. A Bail Channis si překvapeně uvědomí, stejně jako v minulosti Ebling Mis, že Druhá Nadace je po hvězdách celé Galaxie.

### Část II – Nadace pátrá
Mezek je poražen a v Galaxii zavládl opět mír. V První Nadaci se rozšíří přesvědčení, že Mezka porazila Druhá Nadace, která působí jako dohlížitel nad během událostí. Významný elektroneurolog dr. Toran Darell II. založí konspirační skupinku, jejímž cílem je odhalení členů Druhé Nadace. Jejími členy jsou kromě dr. Darella novinář Jole Turbor, knihovník Homir Munn a univerzitní profesor fyziky Elvett Semic.
Dříve dr. Darell působil 5 let ve výzkumu dr. Kleiseho na Santanniské univerzitě, avšak pro názorové neshody se oba muži rozešli ve zlém. Než dr. Kleise zemřel, doporučil dr. Darellovi svého žáka Pellease Anthora. Ten je přijat do tajné skupiny. Spiklenci se dohodnou na plánu vyslat Homira Munna na Kalgan, aby se pokusil zjistit nějaké informace o Druhé Nadaci na ústřední planetě a sídle Svazu světů, impériu založeném Mezkem. Nachází se zde i starobylý Mezkův palác, kam je všem přístup zapovězen. Homir Munn jakožto proslulý sběratel informací o Mezkovi by mohl mít jistou šanci dostat se legálně dovnitř v rámci vědeckého výzkumu. Povolení by mu musel udělit Lord Stettin, současný První Občan Svazu Světů (tento titul používal Mezek) a vládce Kalganu.
Dr. Toran Darell II. má velmi inteligentní dceru Arkadii. Od svého spolužáka Olyntha Dama si sežene odposlouchávací zařízení a vyslechne tajný rozhovor mezi členy skupiny. Cesta na Kalgan ji láká a tak se rozhodne vpašovat se na kosmickou loď Unimara Homira Munna. Ten ji odhalí až během letu vesmírem.
Na Kalganu se Homir Munn setká s Lordem Stettinem, ten zpočátku odmítá vydat povolení ke vstupu do Mezkova paláce, ale na zásah své družky Lady Callie jej vydá. Ucítí možnost vytěžit něco ze vzniklé situace. Projeví zájem o Arkadii, která je nucena před ním uprchnout. Na kosmodromu se jí ujme trantorský farmář Preem Palver se svou ženou a společně se jim podaří odletět na Trantor.
Lord Stettin se rozhodne těžit z informací Homira Munna, kterého si ponechá jakožto svého poradce a zahájí válku proti První Nadaci i přes varování svého Prvního ministra Leva Meiruse.
Dosahuje zpočátku vítězství, ale čím déle se válka vleče, tím více ztrácí své pozice. Situace se obrátí v jeho neprospěch po bitvě u Quoristonu, kde kalganské válečné loďstvo ztratí více než 240 kosmických lodí z celkového počtu 300. Nadace ztratí pouhých 8 lodí ze svých 125. Lord Stettin je nucen kapitulovat. Homir Munn se vrací na Terminus a prokáže se, že byl pod vlivem Druhé Nadace. Dr. Toran Darell II. však od počátku nedůvěřuje Pelleasi Anthorovi a za pomoci statického mentálního přístroje dokáže, že Anthor je členem Druhé Nadace.
Nicméně situace je z pohledu Druhé Nadace stabilizovaná. První Mluvčí Druhé Nadace Preem Palver vystupující pod falešnou identitou trantorského farmáře byl nucen se svými spolupracovníky podnítit válku První Nadace s Kalganem a po porážce flotily Svazu světů realizovat riskantní plán, který dovedl První Nadaci k přesvědčení, že se jim podařilo odhalit všechny členy Druhé Nadace. Naděje na úspěch nebyla veliká, avšak nyní zůstává Druhá Nadace stále neodhalena a psychohistorický Seldonův plán se může dále rozvíjet...

## Co je Druhá Nadace
Druhá Nadace byla založena Hari Seldonem "na opačném konci vesmíru". Tento neurčitý název byl použit záměrně, aby ji bylo těžké vypátrat. Jde o kolonii mentalistů, lidí s telepatickými schopnostmi, a jak později vyjde najevo, Seldon ji umístil na Trantoru.
Založení, umístění a rozvoj Druhé nadace byl tajný, aby se zvýšil její vliv a bezpečnost.
Zatímco za rozvojem a úspěchy Nadace byly její znalosti fyzikálních věd, Druhá Nadace využívá psychologii, a především dále rozvíjí psychohistorii. Jejím úkolem je zajistit, aby Seldonův plán došel naplnění jednak narovnáváním drobných odchylek od plánu, ale taky má chránit proti neočekávaným událostem, jako byl například Mezek.
Druhou Nadaci řídí rada mentalistů, zvaných Mluvčí. Mluvčí není nejvhodnější pojmenování, protože se mezi sebou dorozumívají převážně telepaticky. Vůdce skupiny se nazývá První Mluvčí a jeho formální úlohou je moderovat radu, nicméně v praxi je jeho role mnohem důležitější.
Struktura Druhé Nadace je něco mezi zpravodajskou sítí a univerzitou. Technici a analytici jsou ubytováni v komplexu budov na Trantoru, v pozůstatcích z těch, které přežili velké plenění, a nebyly zničeny při rabování kovů na export. Do těchto budov proudí zprávy od agentů umístěných v mnoha částech galaxie. Tyto zprávy jsou podkladem pro akce, které mají za cíl podporu Seldonova plánu.
Druhá Nadace má po celé galaxii síť, která hledá a najímá talenty – budoucí spolupracovníky a agenty. Ti jsou po mnoho let školeni. Někteří se stanou statistiky, nejlepší z nich mají šanci se stát Mluvčím.

## Česká vydání
- Druhá Nadace, 1. vydání, AG Kult, 1991, ISBN 80-900081-8-6, překlad Zuzana Drhová, 208 stran, brožovaná
- Druhá Nadace, 2. vydání, Mladá fronta, 2005, ISBN 80-204-1328-6, překlad Viktor Janiš, 224 stran, brožovaná
- Druhá Nadace, 3. vydání, Triton (edice Trifid) / Argo (edice Fantastika č.11), 2010, překlad Viktor Janiš, 224 stran, vázaná